# Religija
| Katoliško krščanstvo Protestantsko krščanstvo Pravoslavno krščanstvo Islam - sunitska ločina Islam - šiitska ločina Islam – druge ločine Judaizem | 000 | Budizem - vajrayana Budizem - theravāda Budizem - mahāyāna Kitajske religije Hinduizem Druge veroizpovedi Afriška plemenska verovanja |

| Katoliško krščanstvo Protestantsko krščanstvo Vzhodno pravoslavno krščanstvo Orientalsko pravoslavno krščanstvo | 000 | Islam - sunitska ločina Islam - šiitska ločina Judaizem Budizem |

| Simboli nekaterih najbolj razširjenih religij | Simboli nekaterih najbolj razširjenih religij | Simboli nekaterih najbolj razširjenih religij | Simboli nekaterih najbolj razširjenih religij | Simboli nekaterih najbolj razširjenih religij |
| --- | --------------------------------------------- | --------------------------------------------- | --------------------------------------------- | --------------------------------------------- |
| |                                               |                                               |                                               |                                               |
| Od vrha navzdol in z leve proti desni si sledijo: Vrsta 1. krščanski, judovski, hindujski; Vrsta 2. islamski, budistični, šintoistični; Vrsta 3. sikhovski, bahajski, džainistični. |                                               |                                               |                                               |                                               |

Relígija (tudi vérstvo) je sistem prepričanj in dejanj, s katerimi človek izraža svoj odnos do svetega. Obsega tudi predniške ali kulturne tradicije, zapise, zgodovino in mitologijo, kot tudi osebno vero in mistično spoznavanje. Izraz »religija« se nanaša tako na osebna dejanja kot tudi na skupinske obrede in sporazumevanje, ki izvira iz skupnih prepričanj.
Ne obstaja znanstvena definicija religije. Religijo lahko pojmujemo tudi kot skupek pravil obnašanja (moralne norme, vrednote), spoštovanje katerih izpričuje določeno vero (prepričanje posameznika ali neke skupnosti v obstoj nekega boga oziroma nekih nadnaravnih sil).  
Teolog Laktancij smatra religijo za »čustveno zavezo, ki nas približa k Bogu, in nas z njim povezuje«
Hoc vinculo pietatis obstiicti Deo et religati sumus— Lucius Lactantius Cæcilius Firmianus:Divinae institutiones IV
V okviru evropske religiozne filozofije imajo religije skupno kvaliteto: delitev sveta v dve celostni domeni, od katerih je ena sveta, druga profana. Religijo pogosto opisujejo kot skupni sistem za skladno prepričanje, ki se osredotoča na sistem mišljenja, osebo, predmet, bit, ki je v svojem bistvu nadnaravna, sveta, božanska.
S temeljnim prepričanjem so pogosto povezani moralni kodeksi, dejanja, vrednote, institucije, tradicije, obredi. Ti se lahko do neke mere prekrivajo s koncepti sekularne filozofije. Religijo pogosto opisujejo tudi kot »pot življenja«.
Razvoj religij je v različnih kulturah potekal različno. »Organizirana religija« navadno pomeni organizacijo ljudi, ki podpirajo izvajanje kake religije s predpisanimi prepričanji, pogosto v obliki pravne entitete. Druge religije verjamejo v osebno razodetje.